# Concordia University of Edmonton

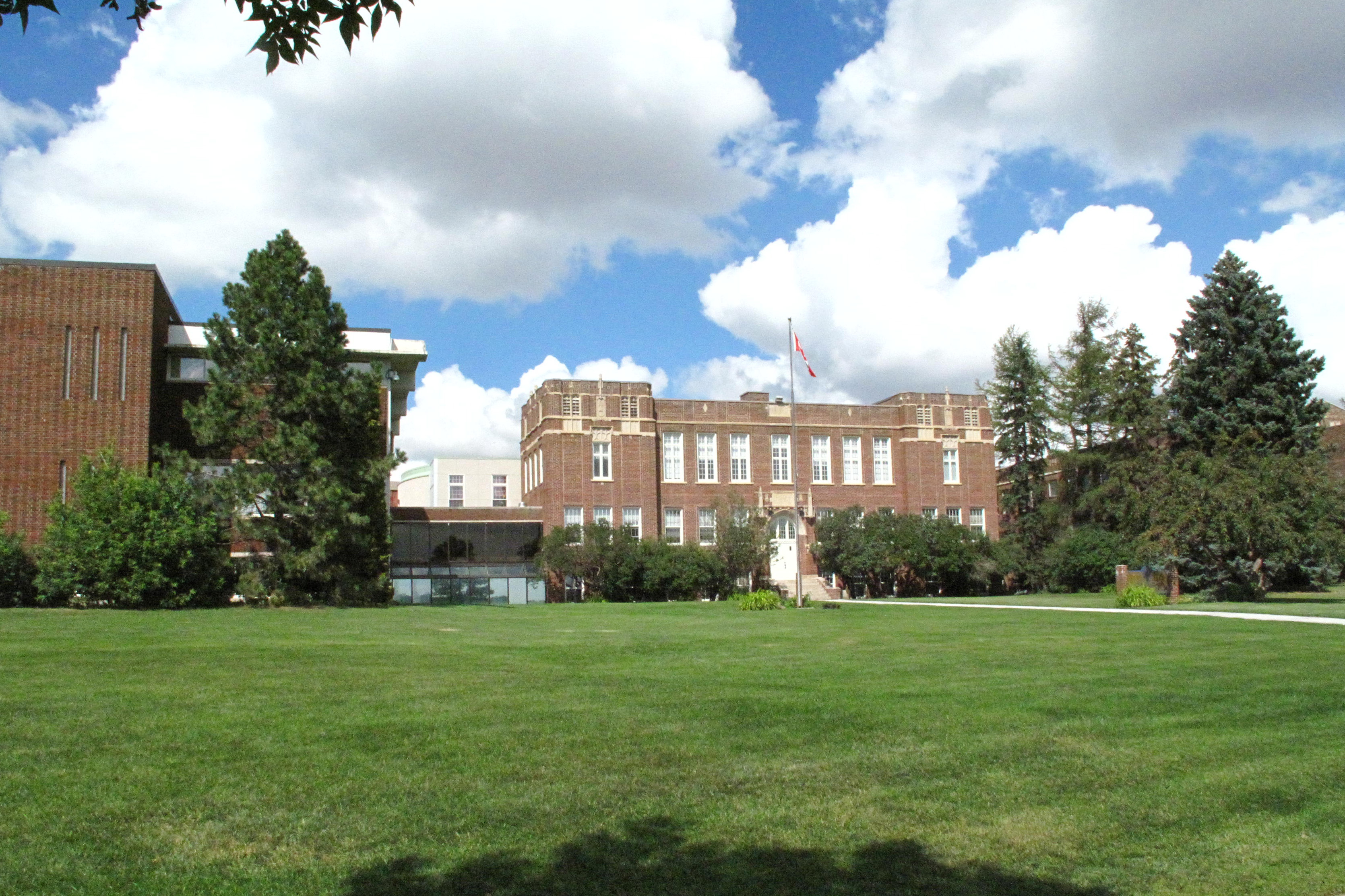
Concordia University, Campus Edmonton

Die Concordia University of Edmonton ist eine Privatuniversität in Edmonton, Alberta, Kanada.

## Historisches
Die Hochschule wurde 1921 als Concordia College durch die US-amerikanische Lutheran Church – Missouri Synod gegründet. Ab 1939 nahm das College auch Frauen auf. Von 1967 bis 1995 wurden zusammen mit der University of Alberta Hochschulkurse angeboten. 1995 erfolgte die Umbenennung in Concordia University College of Alberta. 2015 erfolgte die Neuausrichtung als Concordia University of Edmonton unter der Trägerschaft der Lutherischen Kirche – Kanada.

## Einteilung
Die Universität ist mit Stand 2021 in fünf Fakultäten eingeteilt:
- Freie Künste (Arts), einschließlich Literatur und Sprache, Psychologie und Sozialwissenschaften[7]
- Wissenschaft (Science), mit den Naturwissenschaften, Mathematik und Informatik[8]
- Management
- Bildung/Pädagogik (Education)
- Graduiertenprogramme (Graduate Programs), das sind Master-, Diplom- und Doktorandenstudiengänge

## Zahlen zu den Studierenden
Die Zahl der Studierenden im Studienjahr 2019/2020 entsprach 2340,5 Vollzeitäquivalenten (FTE). Davon streben 2137,2 FTE ihren ersten Studienabschluss an, sie waren also undergraduates. 203,4 studierten auf einen weiteren Abschluss hin, sie waren postgraduates. Die meisten Studierende arbeiteten auf einen Bachelor of Arts hin, davon 573,4 FTE in einem dreijährigen Studiengang und 465,1 FTE in einem vierjährigen Curriculum. Die nächstgrößeren Gruppe waren die des Bachelor of Science, mit 190,6 FTE (dreijährig) und 368,3 FTE (vierjährig).

## Mit der Universität verbundene Persönlichkeiten
- Nathan Fillion (* 1971), Schauspieler (Castle)